# Ágnes Keleti
Ágnes Edit Keleti (født Klein 9. januar 1921 i Budapest, død 2. januar 2025) var en ungarsk gymnast, givetvis den størst i den ungarske sportshistorie, idet hun vandt ti olympiske medaljer.

## Gymnastikkarriere
Keleti begyndte at dyrke gymnastik i slutningen af 1930'erne, hvor hun trænede i VAC i Budapest. Hun var straks et lovende talent, hvis karriere blev afbrudt af udbruddet af anden verdenskrig.
Efter afslutningen af krigen genoptog hun karrieren og vandt sit første ungarske mesterskab i 1946, i forskudt barre. Året efter gjorde hun sig for alvor bemærket på den internationale scene, da dominerede konkurrencerne ved de centraleuropæiske gymnastikmesterskaber. Hun blev udtaget til OL 1948 i London, men blev alvorligt skadet tre dage inden konkurrencen og måtte se på da hendes holdkammerater vandt sølv. Fire år senere, ved OL 1952 i Helsinki, deltog hun i syv discipliner, heraf fem individuelle. Her klarede hun sig rigtig godt og vandt guld i øvelser på gulv, en af blot to af kvindernes konkurrencer, der ikke blev vundet af sovjetiske gymnaster. Sølvet i denne disciplin blev vundet af Marija Gorokhovskaja fra Sovjetunionen, mens bronzen gik til Keletis landsmand, Margit Korondi. Derudover vandt hun bronze i forskudt barre, hvor Korondi vandt guld og Gorokhovskaja sølv, mens hun med en fjerdeplads i bom og en 41. plads i spring over hest endte på en samlet sjetteplads i den samlede individuelle konkurrence. I holdkonkurrencen med bærbare genstande (kun afholdt her og ved Sommer-OL 1956; en variant af rytmisk sportsgymnasti) blev ungarerne med Korondi, Keleti, Edit Weckinger-Perényi, Olga Tass, Erzsébet Gulyás-Köteles, Mária Kövi-Zalai, Andrea Bodó og Irén Karcsics-Daruházi nummer tre efter guldvinderne fra Sverige og de sovjetiske sølvvindere, mens de i den samlede holdkonkurrence (hvor også resultatet af den anden holdkonkurrence indgik) vandt sølv med 520,96 point efter Sovjetunionen med 527,03 point, men foran Tjekkoslovakiet på tredjepladsen med 503,32 point.
Ved VM i 1954 vandt hun sin eneste individuelle guldmedalje (i forskudt barre) i en periode fuldstændig domineret af sovjetiske gymnaster, mens hun var med til at vinde guld for hold i øvelser med bærbare genstande.
Hendes bedste resultater kom ved OL 1956 i Melbourne, hvor hun hun vandt seks medaljer (fire guld og to sølv), heraf fire individuelle og to for hold. Den eneste disciplin, hun ikke fik medalje i, var spring over hest, hvor hun blev delt nummer 23, mens hun genvandt guldet i øvelser på gulv (dog delt med Larisa Latynina fra Sovjetunionen), mens rumæneren Elena Leuștean fik bronze, vandt sikkert guld i forskudt barre foran Latynina på andenpladsen og Sofija Muratova ligeledes fra Sovjetunionen på tredjepladsen, mens hun på bom ligeledes vandt guld foran Eva Bosáková-Věchtová fra Tjekkoslovakiet på andenpladsen og Tamara Manina fra Sovjetunionen på tredjepladsen. I den samlede individuelle konkurrence vandt Keleti sølv efter Latynina, mens Muratova fik bronze. I holdkonkurrencen med bærbare genstande vandt ungarerne guld med Keleti, Tass, Korondi, Bodó, Gulyas-Köteles og Aliz Kertész med 75,20 point foran Sverige med 74,20 point og Sovjetunionen og Polen på en delt tredjeplads med 74,00 point, mens samme ungarske hold i den overordnede holdkonkurrence fik sølv 443,484 point, igen efter Sovjetunionen, der fik 444,787 point, mens Rumænien på tredjepladsen fik 438,185 point.

## Øvrige liv og karriere
Da de tyske trupper rykkede ind i Ungarn i 1941, gik Ágnes Keleti sammen med sin familie under jorden. Gennem en veninde skaffede hun sig nye identitetspapirer, så hun kunne færdes som arier blandt andre mennesker. Hun ernærede sig først som arbejder på en ammunitionsfabrik, senere som hushjælp hos en højtstående tysk officer, der var stationeret i Budapest. Hendes mor og søster overlevede krigen med hjælp fra Raoul Wallenberg, men hendes far døde i gaskammeret i Auschwitz.
Efter krigen havde Keleti forskellige jobs for at tjene til dagen og vejen, inden kom til at demonstrere øvelser på fakultetet for gymnastik på Budapests idrætshøjskole. I første halvdel af 1950'erne trænede hun unge ungarske gymnastiktalenter samtidig med, at hun selv fortsatte sin aktive karriere.
Hun havde på grund af opstanden i Ungarn mod kommunismen planlagt at flygte fra Ungarn og var en af de 44 ungarske atleter, som gjorde det i forbindelse med OL 1956. Det lykkedes hende også at få sin mor og sin søster ud af Ungarn. Hun fik senere som jøde et tilbud om israelsk statsborgerskab og tog imod det.
Hun underviste i idræt på Orde Wingate-instituttet og blev senere israelsk landstræner i gymnastik.
Keleti var desuden en talentfuld musiker, der spillede cello i professionelle sammenhænge i perioder af sit liv.

## Familie
Ágnes Keleti var i en periode (1944-1950) gift med István Sárkány, der ligeledes var ungarsk gymnast. Efter at være kommet til Israel giftede hun sig igen og fik to sønner, da hun var henholdsvis 42- og 44-årig.